# Les Nuits de Paris
Pour le livre de Restif de la Bretonne, voir Les Nuits de Paris
.
Pour plus de détails, voir Fiche technique et Distribution.
Les Nuits de Paris  est un film français réalisé par Ralph Baum et sorti en 1951 .

## Fiche technique
Source : IMDb, sauf mention contraire
- Titre : Les Nuits de Paris
- Réalisation : Ralph Baum
- Scénario : Ralph Baum, Louis Martin et Michel Safra
- Décors : Jean d'Eaubonne
- Photographie : Robert Lefebvre
- Musique du film : Fred Freed et Jacques-Henry Rys
- Montage : Roger Dwyre
- Producteur : Henri Baum
- Société de production : Spéva Films
- Format : Noir et blanc - 1,37:1 - 35 mm - Son mono
- Pays de production :  France
- Genre : Comédie musicale
- Durée : 86 minutes
- Date de sortie :	
  - France : 23 novembre 1951

## Distribution
- Raymond Bussières : Lulu, le fakir
- Bert Bernard  [en]: Bert Bernard
- George Bernard  [en]: George Bernard, son compère
- Xenia Monty : Nicole
- Gaston Orbal : le notaire
- Paul Demange : le bijoutier
- Jean Hébey : le restaurateur
- Max Dalban : Le géant
- André Numès Fils : le concierge
- Gérard Séty
- Yvonne Ménard [de][1][en][2]